# Antenne (Zeitschrift)
Antenne – Zeitschrift für die Führungsunterstützung der Bundeswehr ist eine seit 1996 erscheinende deutsche militärische Fachzeitschrift. Sie erscheint im Verlag Der Kurier in Köln. Rubriken sind Vorwort, Bereitstellung von IT-Services, Führungsunterstützung National, Führungsunterstützung International und Aus der Truppe. In letzterer wird beispielsweise von Kommandeurwechseln berichtet.
Eine Zeitschrift mit ähnlicher Thematik ist F-Flagge – Magazin für den Fernmeldering e. V.

## Geschichte
Die Zeitschrift Antenne trug anfangs den Zusatz Zeitschrift der Fernmeldetruppe des Heeres. Sie erschien anfangs im MEBA-Verlag in Leipzig, später bei Moewe in Biberach, bei Bernecker in Melsungen und bei Der Kurier in Bonn. In den Jahren 1997 und 1998 ist sie nicht erschienen. Beteiligt war anfangs die Fernmeldeschule und Fachschule des Heeres für Elektrotechnik.